# Křemenice (Libice nad Doubravou)
Křemenice (německy Kremnitz) je malá vesnice, část městyse Libice nad Doubravou v okrese Havlíčkův Brod. Nachází se asi 5,5 km na severovýchod od Libice nad Doubravou. V roce 2009 zde bylo evidováno 15 adres. V roce 2001 zde trvale žilo 30 obyvatel.
Křemenice leží v katastrálním území Chloumek o výměře 6,1 km2.

## Historie
První písemná zmínka o obci pochází z roku 1542.

## Pamětihodnosti
- Eisova hájenka